# Талофофо
Талофофо (англ. Talofofo, чаморро Talo fo' fo) — город на Гуаме.
Небольшой город Талофофо расположен на холмах в юго-восточной части острова Гуам, на его тихоокеанском побережье, близ реки Талофофо. Севернее его находится городок Йона, южнее — город Инарайян. Население Талофофо составляет 3 050 человек (на 2010 год). Площадь его равна 45,81 км². Основным источником доходов местных жителей является индустрия туризма — в городе имеется музей "Jeff's Pirate's Cove" , парк развлечений, два поля для гольфа и др. Организуются экскурсии в пещеры Талофофо, где с 1944 до 1972 года скрывался унтер-офицер японской императорской армии Ёкои Сёити, а также лодочные экскурсии в поселения народа чаморро.
В Талофофо находится Высшая школа Нотр-Дам (католическая).